# Estación Futana
La Estación Futana (二名駅 Futana-eki?) es una estación de la Línea Yodo (予土線 Yodo-sen?) de la Japan Railways que se encuentra en el distrito Mimacho Nakanonaka (三間町中野中 Mimachō Nakanonaka?) de la Ciudad de Uwajima de la Prefectura de Ehime. El código de estación es el "G43".

## Estación de pasajeros
La estación no cuenta con personal y la venta de pasajes está terciarizada.
Cuenta con una plataforma, la cual posee un único andén (Andén 1). 

### Andén
| 1 | ● Línea Yodo | Hacia Kihoku y Matsuno |
| 1 | ● Línea Yodo | Hacia Uwajima          |

## Historia
- 1914: el 8 de octubre es inaugurada como Estación Nakano (中野駅 Nakano-eki?) del Ferrocarril Uwajima (宇和島鉄道 Uwajima-tetsudō?).
- 1933: el 1° de agosto pasa a ser la Estación Futana de Ferrocarriles Nacionales de Japón (日本国有鉄道 Nihon Kokuyū Tetsudō?) debido a la estatización del Ferrocarril Uwajima.
- 1987: el 1° de abril pasa a ser una estación de la división Ferrocarriles de Pasajeros de Shikoku de la Japan Railways.

## Estación anterior y posterior
- Línea Yodo 
  - Estación Iyomiyanoshita (G44) << Estación Futana (G43) >> Estación Oouchi (G42)